# El pont dels oblidats
El pont dels oblidats (títol original en francès, Le Pont des oubliés) és un telefilm francobelga dirigit per Thierry Binisti l'any 2018. Es va emetre per primera vegada a Bèlgica el 6 de juny de 2019 a La Une i, a França, el 31 d'agost del mateix any a France 3, quan va ser seguit per 3,797 milions d'espectadors, cosa que va representar el 21,3% de la quota de pantalla. Forma part de la col·lecció Assassinats a.... S'ha doblat al català per TV3.
La pel·lícula és una coproducció de Chabraque Productions, France Télévisions, Be-Films i RTBF.

## Sinopsi
El cos sense vida d'un pastor apareix a les pastures de muntanya. Si bé primer s'atribueix la mort a l'atac d'un llop, la policia ho considera ràpidament com un assassinat. La capitana Marion Guichard s'encarrega de la investigació malgrat el seu desconeixement del medi ambient. Afortunadament, és assistida per Fred Roos, que té el títol de tinent de louveterie. La víctima sembla que no ha viscut cap conflicte, excepte un: fa cinc anys va presentar una denúncia contra un professor que tenia una relació amb un noi de 17 anys. L'escàndol havia acabat amb la seva carrera i s'estudia si pot haver sigut un cas de venjança.

## Repartiment
- Hélène Seuzaret: Marion Guichard
- Nicolas Gob: Fred Roos
- Dounia Coesens: Emilie Magnan
- Jérôme Anger: Jérôme Pessac
- Marie Guillard: Sabrina Angeli
- Charles Crehange: Valentin
- Jérôme Fonlupt: Baptiste Pelletier
- Amandine Longeac: Pauline Pelletier

## Rodatge
El rodatge va tenir lloc a Lo Vilar de Lams, La Chapèla i a Diés entre el 9 d'octubre i el 8 de novembre de 2018.

## Rebuda crítica
La crítica Letizia Virone de la revista belga Moustique va definir la pel·lícula com a «molt clàssica» però «efectiva»: «Barreja investigació i romanç». La periodista Jeanne Persoon va ser més crítica: «Al final, podríem dir que aquest telefilm tracta sobre artesania: hi és el saber fer, però no esperem alguna cosa més moderna el 2019?». No obstant això, aplaudeix la interpretació de Dounia Coesens, que «no falla davant la carismàtica presència d'Hélène Seuzaret i Nicolas Gob».